# بطل العمل الاشتراكي (الاتحاد السوفيتي)
بطل العمل الاشتراكي (بالروسية: Герой Социалистического Труда) هو لقب شرفي كان يعد أعلى درجة من التكريم للإنجازات العظيمة في الاقتصاد والثقافة الوطنية في الاتحاد السوفييتي وغيره من دول حلف وارسو، وهو يعد معادلًا للقب بطل الاتحاد السوفيتي، الذي كان يُمنح لمن قاموا بأعمال بطولية، غير أنه يختلف عن ذلك اللقب المذكور في أنه كان قاصرًا على المواطنين السوفييت دون سواهم.

## تاريخ اللقب

### قبل الحرب العالمية الثانية

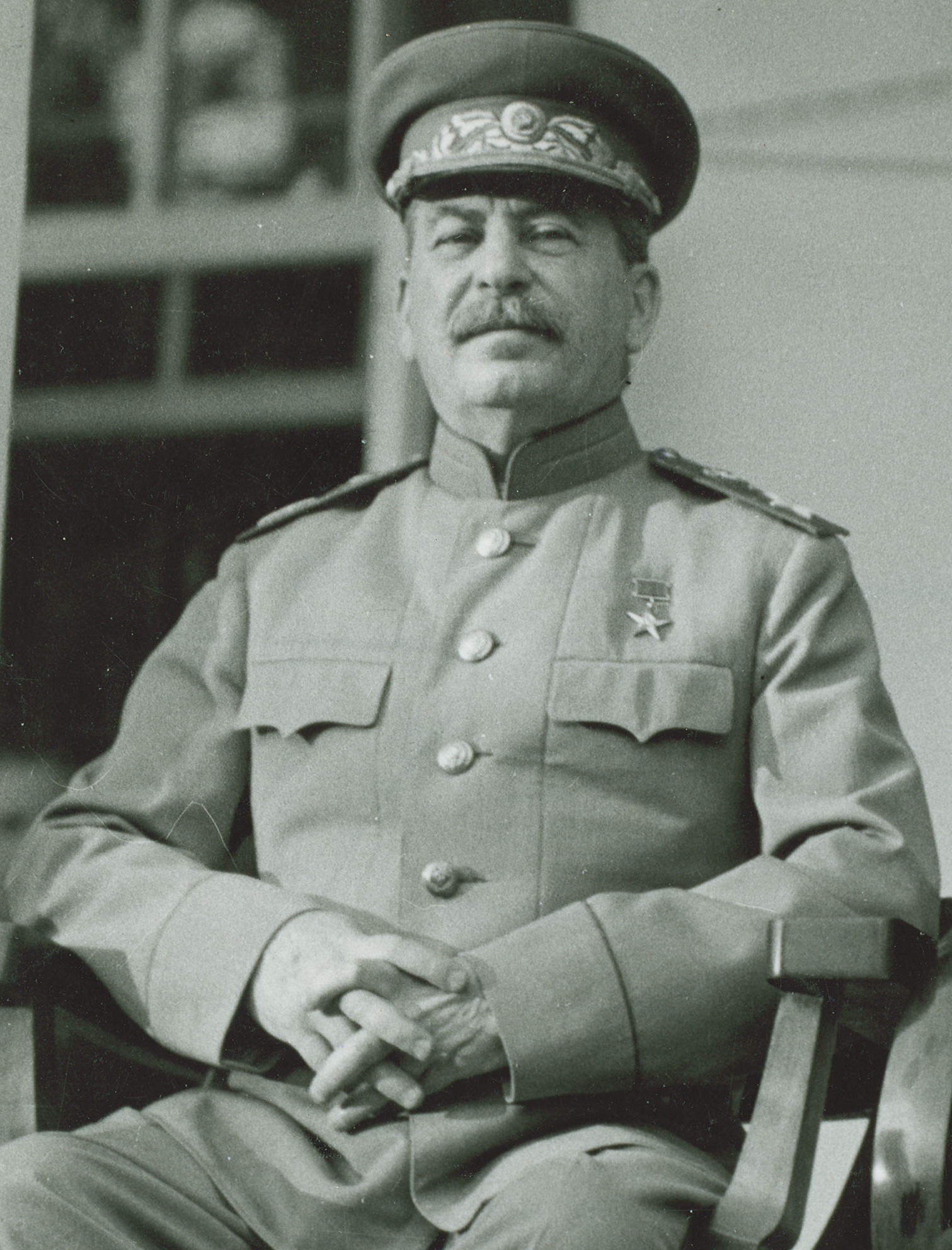
جوزيف ستالين، أول من حصل على لقب بطل العمل الاشتراكي، كما كان من القلائل الذين جمعوا بينه وبين لقب «بطل الاتحاد السوفييتي»

ابتُدع لقب «بطل العمل الاشتراكي» بمرسوم من اللجنة التنفيذية الدائمة لمجلس السوفييت الأعلى في 27 ديسمبر 1938. وكان أول من مُنح هذا اللقب هو جوزيف ستالين بقرار من اللجنة التنفيذية الدائمة لمجلس السوفييت الأعلى في 20 ديسمبر 1939، أما ثاني من حمل اللقب فهو مصمم المدافع الرشاشة فاسيلي دغتيريوف (2 يناير 1940)، وكانت المرة الثالثة التي مُنح فيها هذا اللقب من نصيب تسعة من مصممي الأسلحة دفعة واحدة، كان من أبرزهم فيدور توكاريف ونيكولاي بوليكاربوف، وكانت هذه آخر مرة يُمنح فيها هذا اللقب قبل اندلاع عملية بارباروسا.

### بعد الحرب العالمية الثانية
بعد الحرب العالمية الثانية، حصل على هذا اللقب عدد كبير من الأشخاص من أبرزهم ميخائيل كلاشنيكوف ودميتري شوستاكوفيتش ونيكولاي أموسوف وإميليان بوكوف وألكسندر تسيليكوف.
حمل لقب «بطل العمل الاشتراكي» 16245 شخصًا (من بينهم 4497 امرأة) حتى أول سبتمبر 1971، وحصل 105 أشخاص على قلادتي «مطرقة ومنجل» أو أكثر، من بينهم 25 امرأة، ومع انحلال الاتحاد السوفييتي سنة 1991، كان قد حصل على هذا اللقب أكثر من 20 ألف شخص.

## من مشاهير الحاصلين على اللقب

دميتري أوستينوف، جمع بين لقبي "بطل العمل الاشتراكي" و"بطل الاتحاد السوفييتي"

حصل 16 شخصًا فقط على لقب "بطل العمل الاشتراكي ثلاث مرات، منهم:
- أندريه توبوليف
- أندريه ساخاروف
- إيغور خرشاتوف
- دين محمد كوناييف
- سيرجي إليوشن
- قسطنطين تشيرنينكو
- نيكيتا خروتشوف

كما حصل 201 شخصًا على اللقب مرتين، من أبرزهم:
- أليكسي كوسيغين
- أندريه جروميكو
- إيفان ماتفييفيتش فينوغرادوف
- بيوتر كابيتسا
- حيدر علييف
- سيرجي كوروليوف
- فالنتين غلوشكو
- فلاديمير كوتيلنيكوف
- فيكتور أمبارتسوميان
- ميخائيل كلاشنيكوف
- نيكولاي بوغوليوبوف
- نيكولاي باسوف

وجمع 11 شخصًا بين لقبي «بطل العمل الاشتراكي» و«بطل الاتحاد السوفييتي»، من أبرزهم:
- جوزيف ستالين
- دميتري أوستينوف
- كليمنت فوروشيلوف
- ليونيد بريجنيف
- نيكيتا خروتشوف

## إحياء اللقب
في أبريل 2013، أحيا الرئيس الروسي فلاديمير بوتين هذا اللقب في روسيا تحت اسم «بطل العمل».